# Хіральний каталізатор
Хіра́льний каталіза́тор (англ. chiral catalyst, рос. хиральный катализатор) — хіральна сполука, що здатна виступати каталізатором в асиметричному синтезі, спрямовуючи реакцію в бік утворення одного з енантіомерів у результаті зміни швидкості потоків утворення кожного з енантіомерів навіть з ахіральними молекулами (наприклад, асиметричне гідроформілювання, тобто асиметричний оксосинтез). 